# Luna Blaise

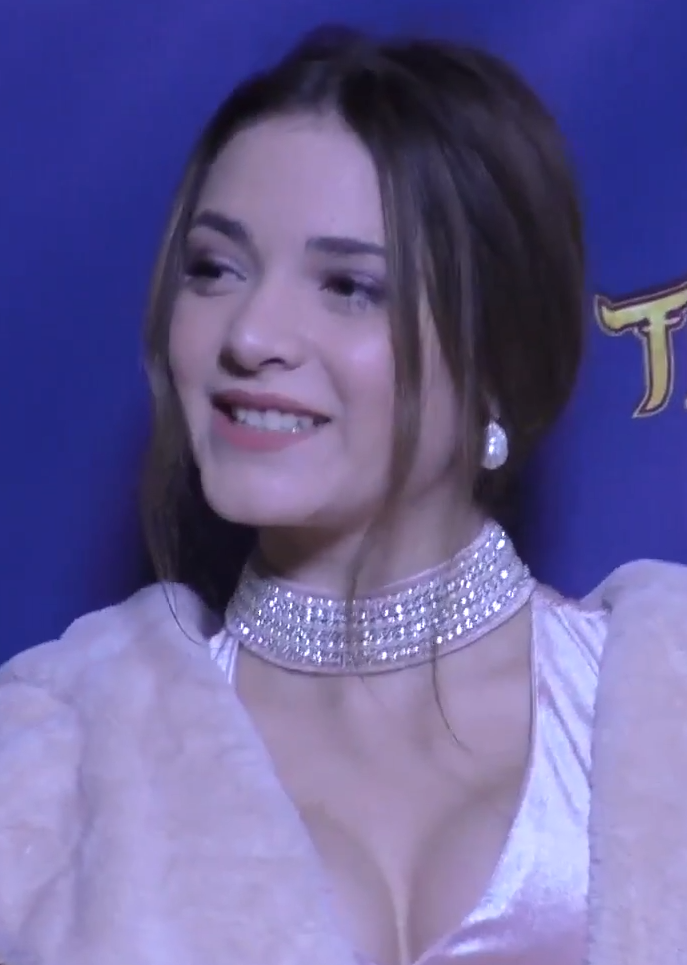
Luna Blaise, 2016

Luna Blaise Boyd (* 1. Oktober 2001 in Los Angeles) ist eine US-amerikanische Schauspielerin und Sängerin.

## Leben und Karriere
Luna Blaise ist Tochter des schottischen Regisseurs und Autors Paul Boyd und seiner Frau Angelyna Martinez. Diese stammt aus Texas, ist jüdischer Herkunft und Talentmanagerin von Beruf. Schon in jungen Jahren bemerkten Eltern und Freunde der Familie Lunas Vorliebe für die Schauspielerei. Als Kind liebte sie es, Charaktere zu erschaffen, die sie zum Leben erwecken konnte. Mit fünf Jahren begann sie, professionell zu arbeiten, indem sie an Werbespots für nationale Marken wie McDonald’s, Target oder Gap mitwirkte. 2012 gab Blaise ihr Filmdebüt in Memoria, wo sie die Rolle der Nina spielte. In der Erfolgskomödie Fresh of the Boat gab sie ihr Fernsehdebüt. Von 2018 bis 2023 war sie in der Fernsehserie Manifest zu sehen.

## Filmografie (Auswahl)
- 2008: Konflooent (Kurzfilm)
- 2009: Vicious Circle
- 2013: The Breakdown (Fernsehfilm)
- 2015–2018: Fresh Off the Boat (Fernsehserie, 13 Episoden)
- 2015: Memoria
- 2018: Surviving Theater 9
- 2018: Concrete Kids
- 2018–2023: Manifest (Fernsehserie, 62 Episoden)
- 2022: We Are Gathered Here Today
- 2022: Aristoteles und Dante entdecken die Geheimnisse des Universums (Aristotle and Dante Discover the Secrets of the Universe)
- 2023: Deltopia
- 2025: Jurassic World: Die Wiedergeburt (Jurassic World Rebirth)

## Auszeichnungen
- 2016: Young Artist Awards in der Kategorie Recurring Young Actress für Fresh of the Boat (als Nicole)[3]